# Jenny Hesketh
Pour les articles homonymes, voir Hesketh (homonymie).
Pas d'image ? Cliquez ici

a Compétitions nationales et continentales officielles uniquement.

b Matchs officiels uniquement.
Dernière mise à jour le 23 mars 2025.
Jenny Hesketh, née le 15 avril 2002 à Macclesfield (Angleterre), est une joueuse internationale galloise de rugby à XV évoluant au poste de arrière.

## Biographie
Jenny Hesketh naît le 15 avril 2002 à Macclesfield en Angleterre.
En 2025, elle joue au club des Bristol Bears.
Elle a, début 2025, huit sélection en équipe du pays de Galles quand elle est retenue pour le Tournoi des Six Nations sous les couleurs de son pays.